# Morella arborea
Morella arborea är en porsväxtart som först beskrevs av John Hutchinson, och fick sitt nu gällande namn av M. Cheek. Morella arborea ingår i släktet Morella och familjen porsväxter. Inga underarter finns listade i Catalogue of Life.